# E o Vento Levou
E o Vento Levou ist eine brasilianische Telenovela aus dem Jahr 1956. Die 15-teilige Serie ist eine Adaption des amerikanischen Spielfilms Vom Winde verweht (1939), der wiederum auf dem gleichnamigen Roman von Margaret Mitchell basiert, der 1936 veröffentlicht worden war. Eine Genehmigung der Autorin lag nicht vor.  Die Serie wurde in Schwarz-Weiß gedreht. Regie führten Dionísio Azevedo und Luiz Gallon. Die Rolle der Scarlett O’Hara wurde von Maria Fernanda gespielt, den Rhett Butler verkörperte Lima Duarte.

## Inhalt
Die Filmhandlung lehnt sich eng an Margaret Mitchells Roman Vom Winde verweht an, was sich auch schon daran zeigt, dass die Figuren dieselben Namen tragen wie in der Vorlage. Auch in der Telenovela glaubt Scarlett O’Hara Ashley Wilkes zu lieben, der mit Melanie Hamilton zusammen ist. Rhett Butler setzt alles daran, Scarlett für sich zu gewinnen, wird jedoch von ihr immer wieder abgewiesen. Erst nach diversen Schicksalsschlägen erkennt Scarlett, dass sie Rhett liebt und sich in vermeintliche Gefühle für Ashley nur hineingesteigert hat. Doch da ist es schon zu spät. Nun ist es Rhett, der sie zurückstößt und verlässt. Scarlett beschließt daraufhin in ihre Heimat und auf die Baumwollplantage Tara zurückzukehren.

## Produktionsnotizen
Maria Fernanda, die die Rolle der Scarlett O’Hara spielte, war seinerzeit ein Star des brasilianischen Theaters und Kinos. Ihre Mutter war die brasilianische Lyrikerin und Journalistin Cecília Meireles. Es war Maria Fernandas erste Rolle in einer Seifenoper. Ihr Debüt im Fernsehen gab sie 1953 in der Rolle der biblischen Salomé.

## Veröffentlichung
Die 20-minütigen Episoden der Serie wurden ab dem 7. März 1956 im Programm von TV Tupi im Format PAL-M ausgestrahlt. Die Ausstrahlung erfolgte live, da es noch keine Aufnahmemethoden (Videobänder) gab. Das brachte auch mit sich, dass keine Videoaufnahmen dieser Telenovela existieren.